# Protea cynaroides
El protea rey  (Protea cynaroides) es una especie botánica de fanerógamas.  Su cabeza floral  es la más grande en el género Protea: la especie también es conocida como Protea gigante.  Está muy ampliamente distribuida en el sudoeste y  sur de Sudáfrica en la región fynbos.

## Descripción
Protea cynaroides es un arbusto leñoso con tallos gruesos y grandes hojas verdes oscuras y brillantes. La mayoría de las plantas alcanzan un tamaño de un metro de altura en la madurez, pero puede variar según la localidad y el hábitat desde los 0,35 m hasta 2 metros de altura. 

## Usos
Esta sp. es la Flor Nacional de Sudáfrica.  Y es la bandera insignia del Proyecto Atlas Protea, del "Instituto Nacional de Botánica de Sudáfrica.
Esta descomunal cabeza floral tiene larga vida en florero, y además es una excelente flor seca.

## Taxonomía
Protea cynaroides fue descrito por Carlos Linneo y publicado en Mant. Pl. Altera 190. 1771
Etimología
Protea: nombre genérico que fue creado en 1735 por Carlos Linneo en honor al dios de la mitología griega Proteo que podía cambiar de forma a voluntad, dado que las proteas tienen muchas formas diferentes. 
cynaroides: epíteto latíno que  se refiere a la apariencia con el alcaucil, que es el género Cynara.
Sinonimia
- Leucadendron cynaroides L.	[2]

## Galería

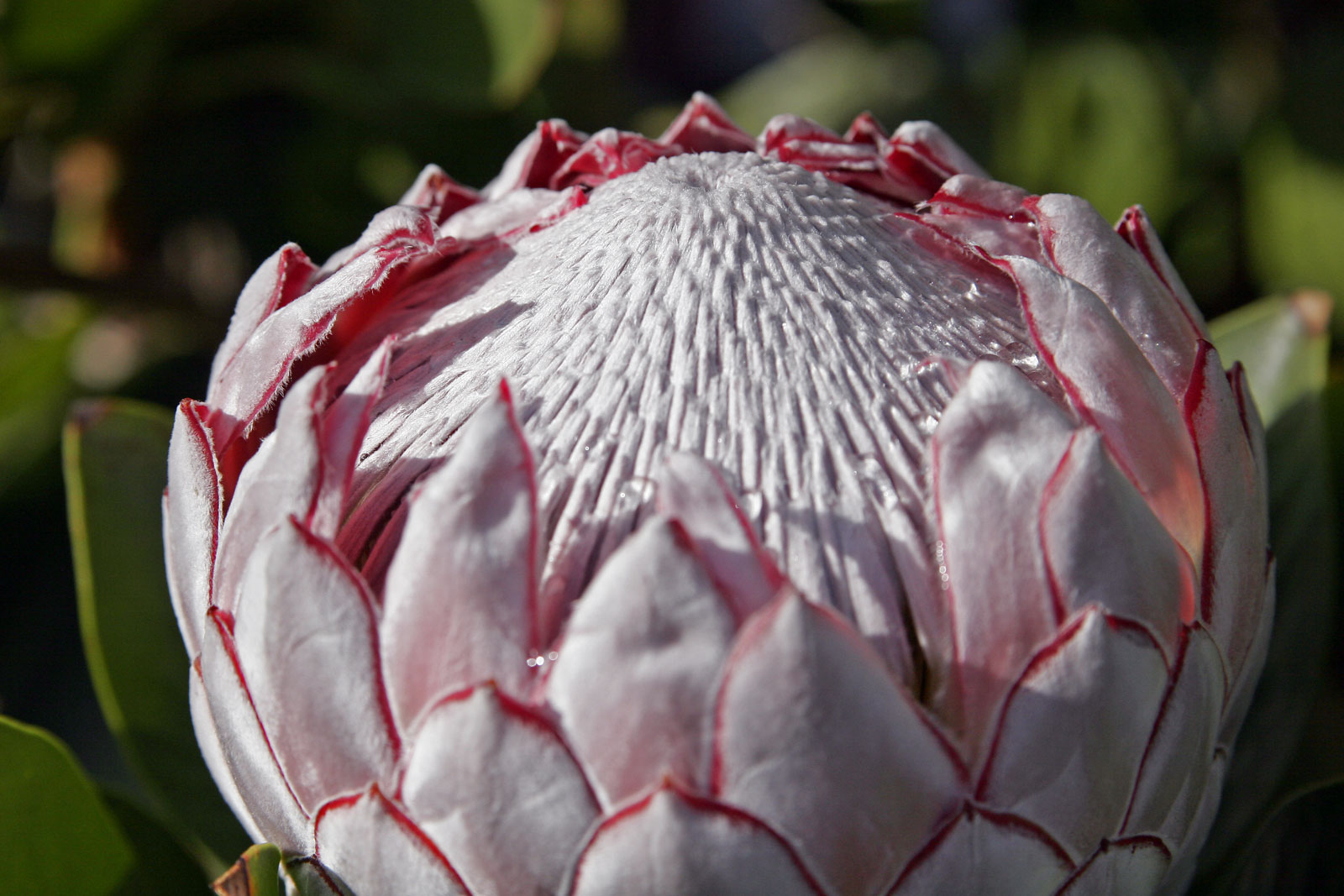
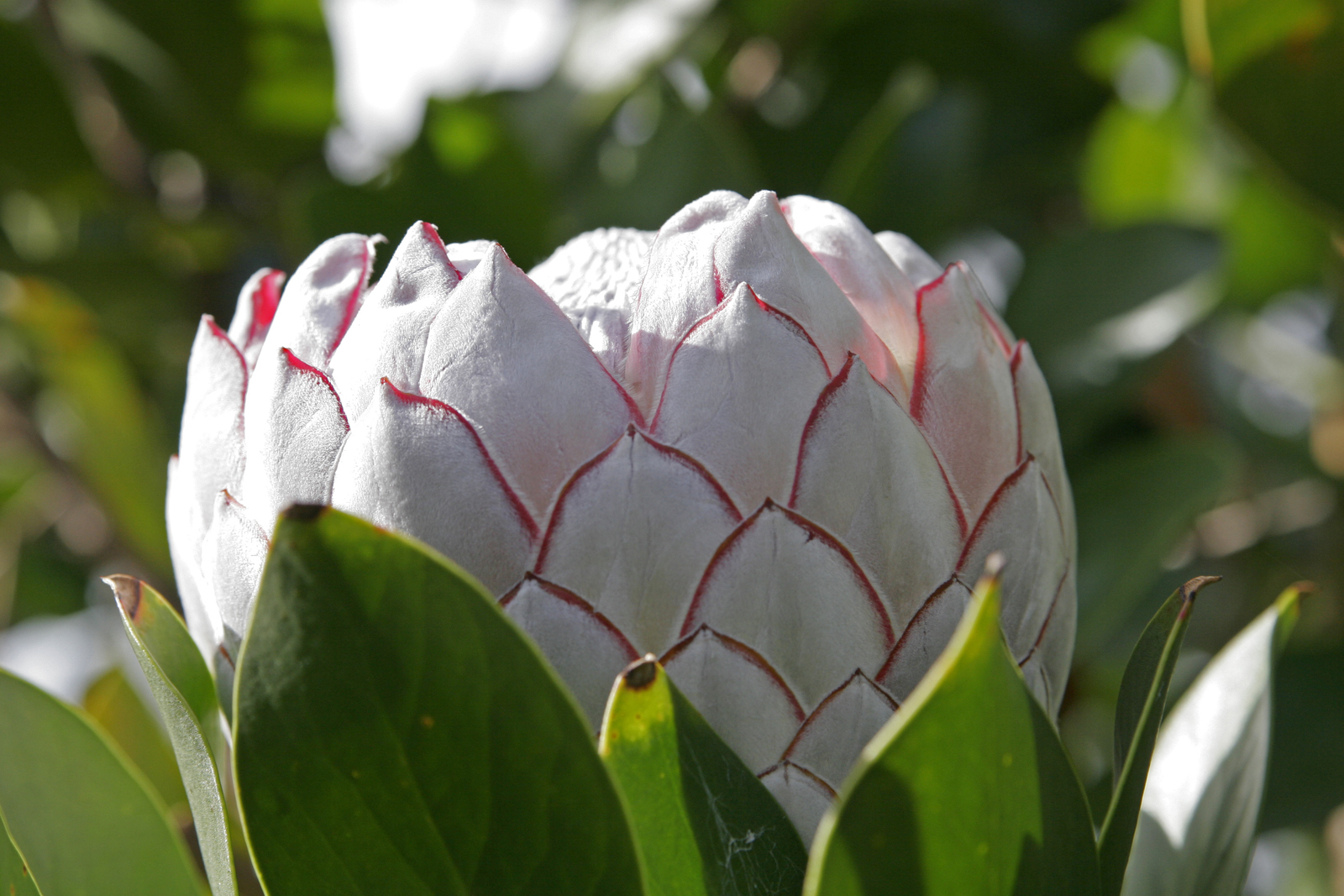
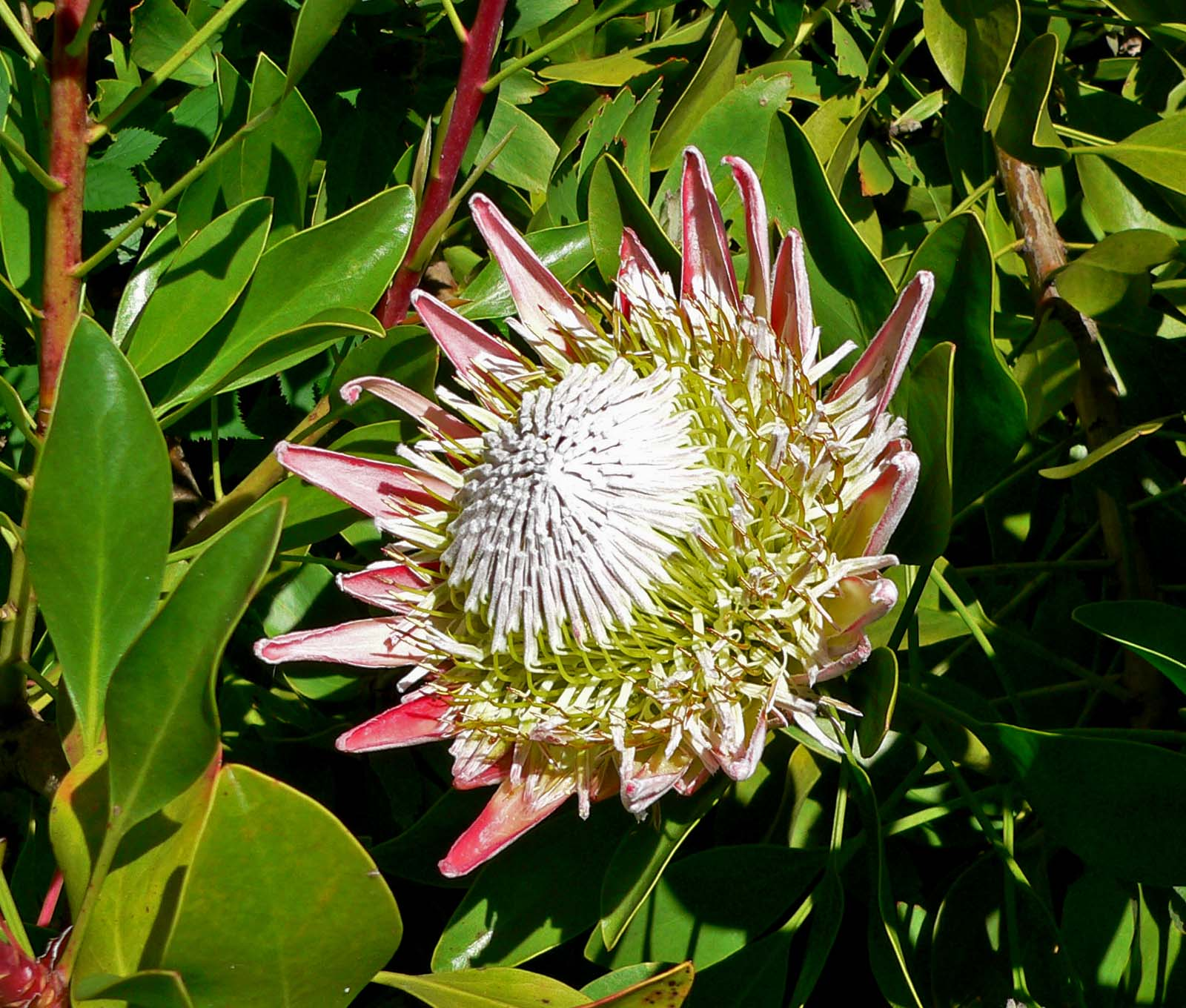
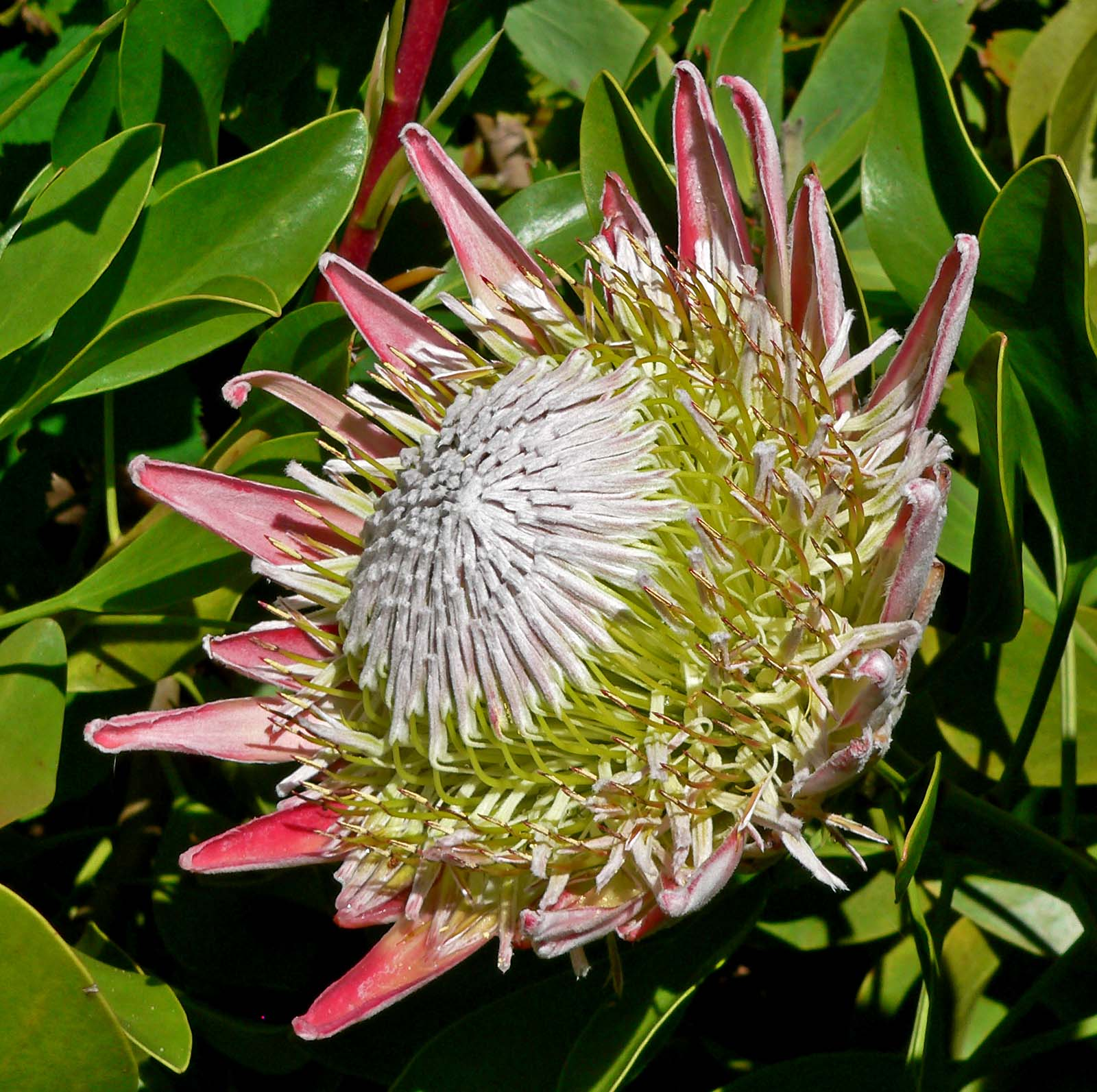
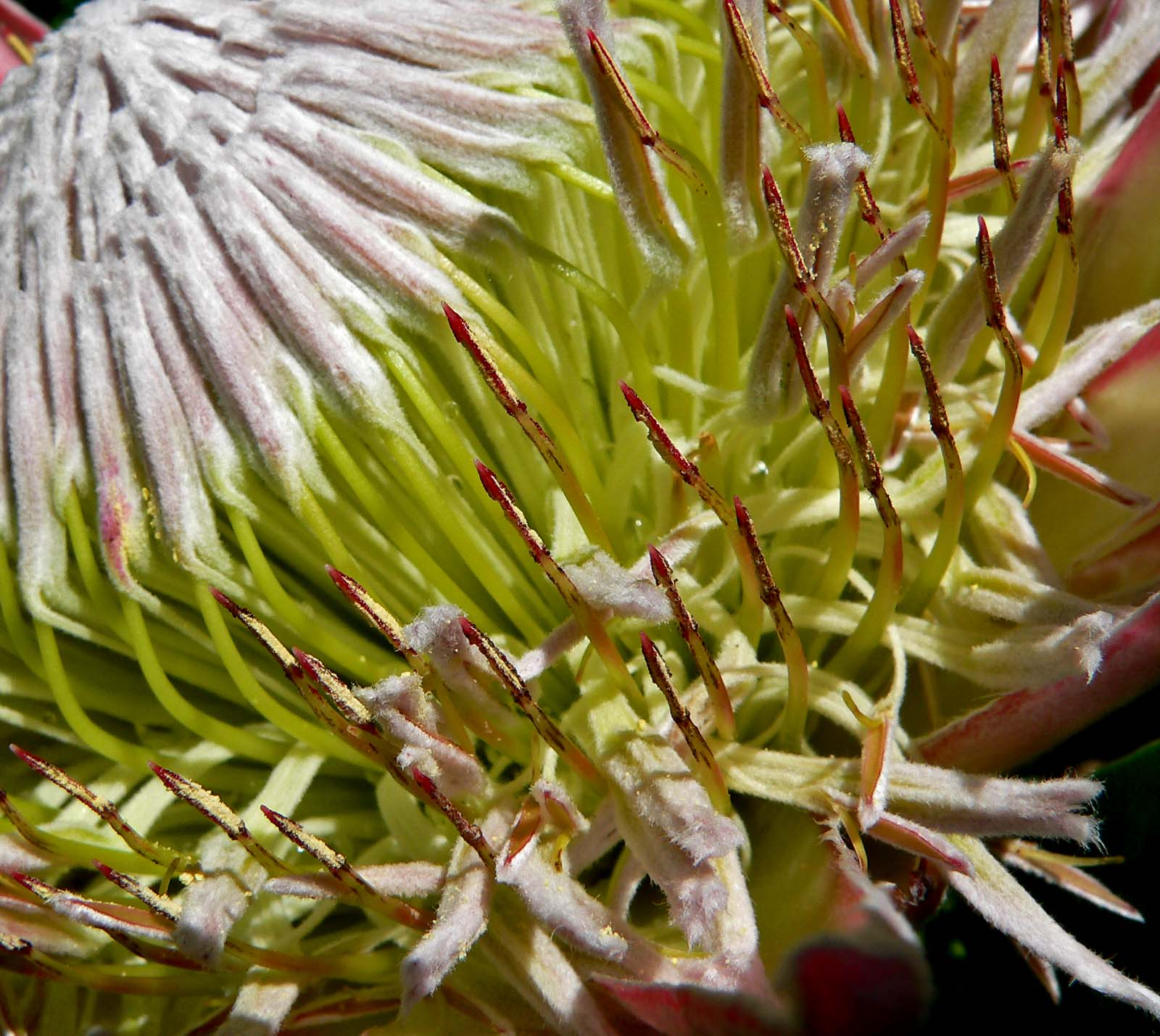
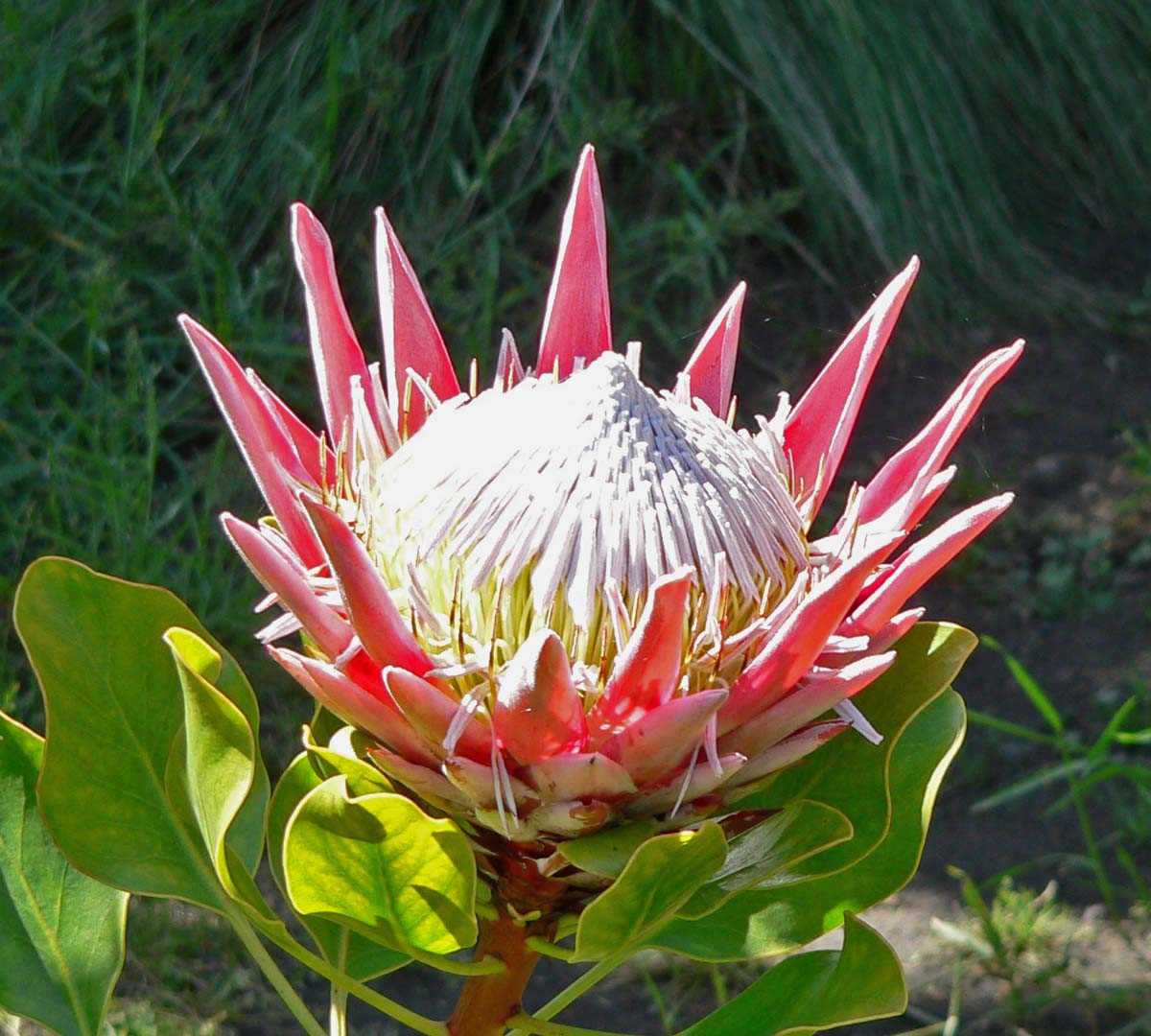
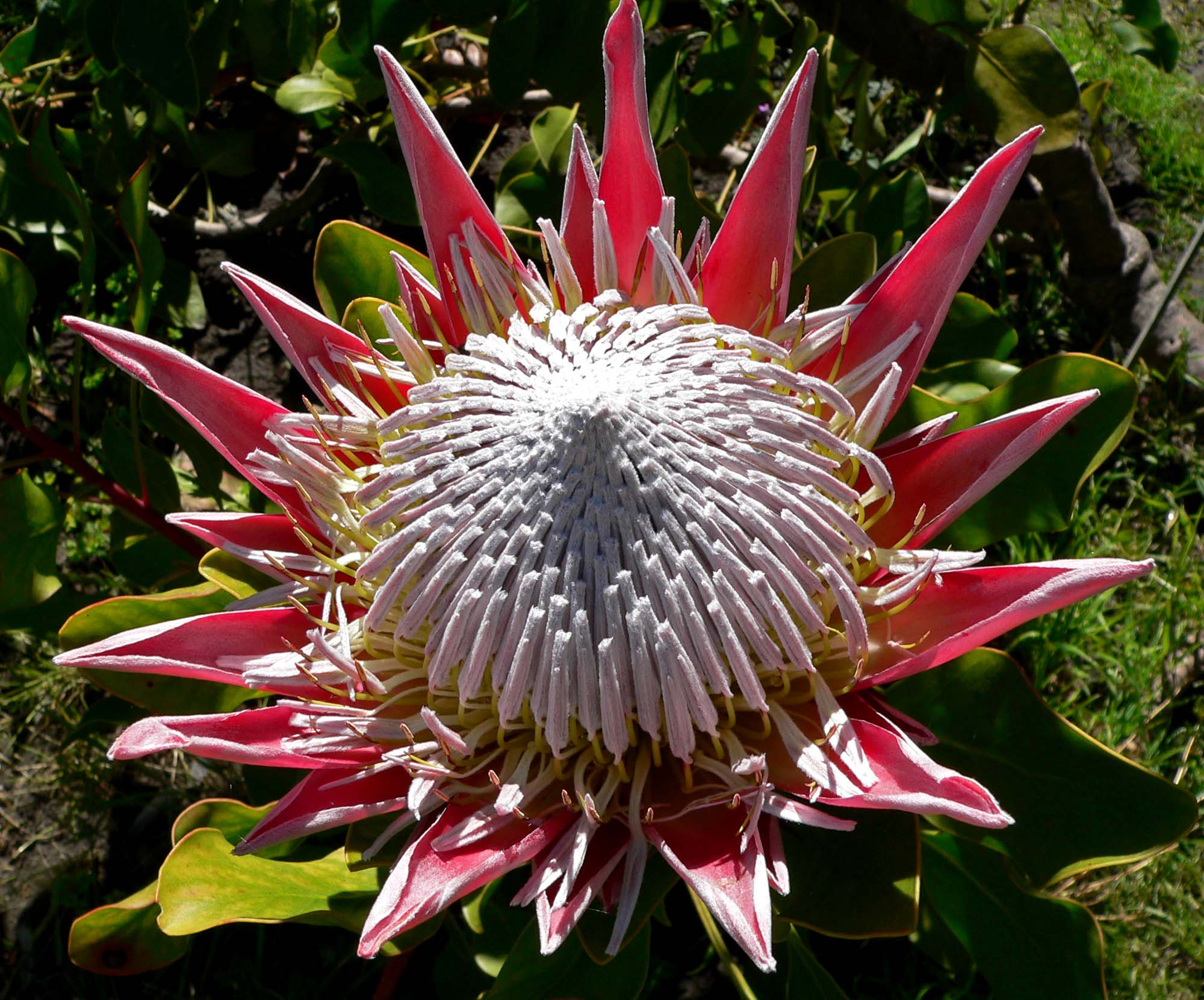
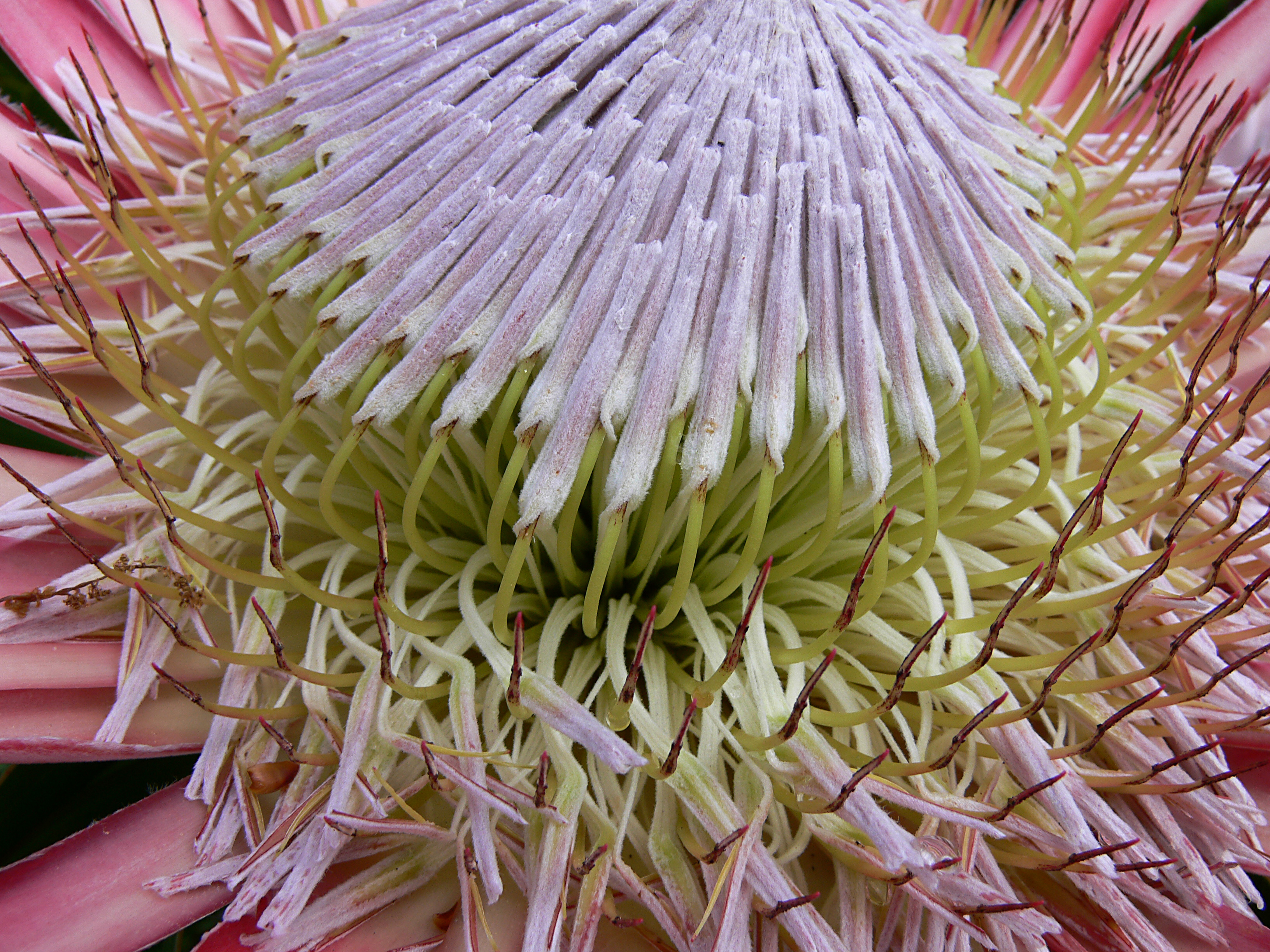
Cabo occidental, Sudáfrica
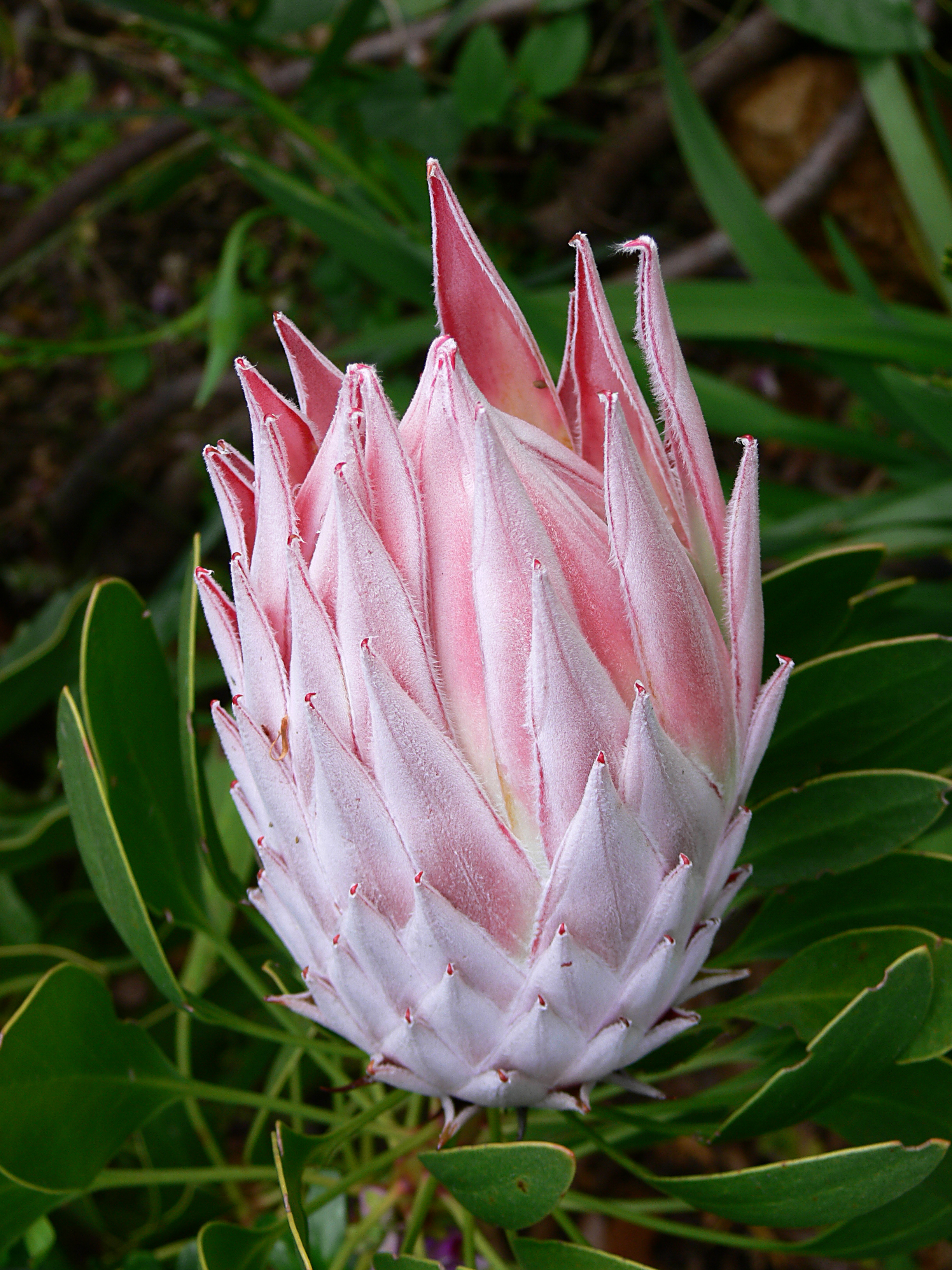
Cabo occidental, Sudáfrica